# Címertekercs

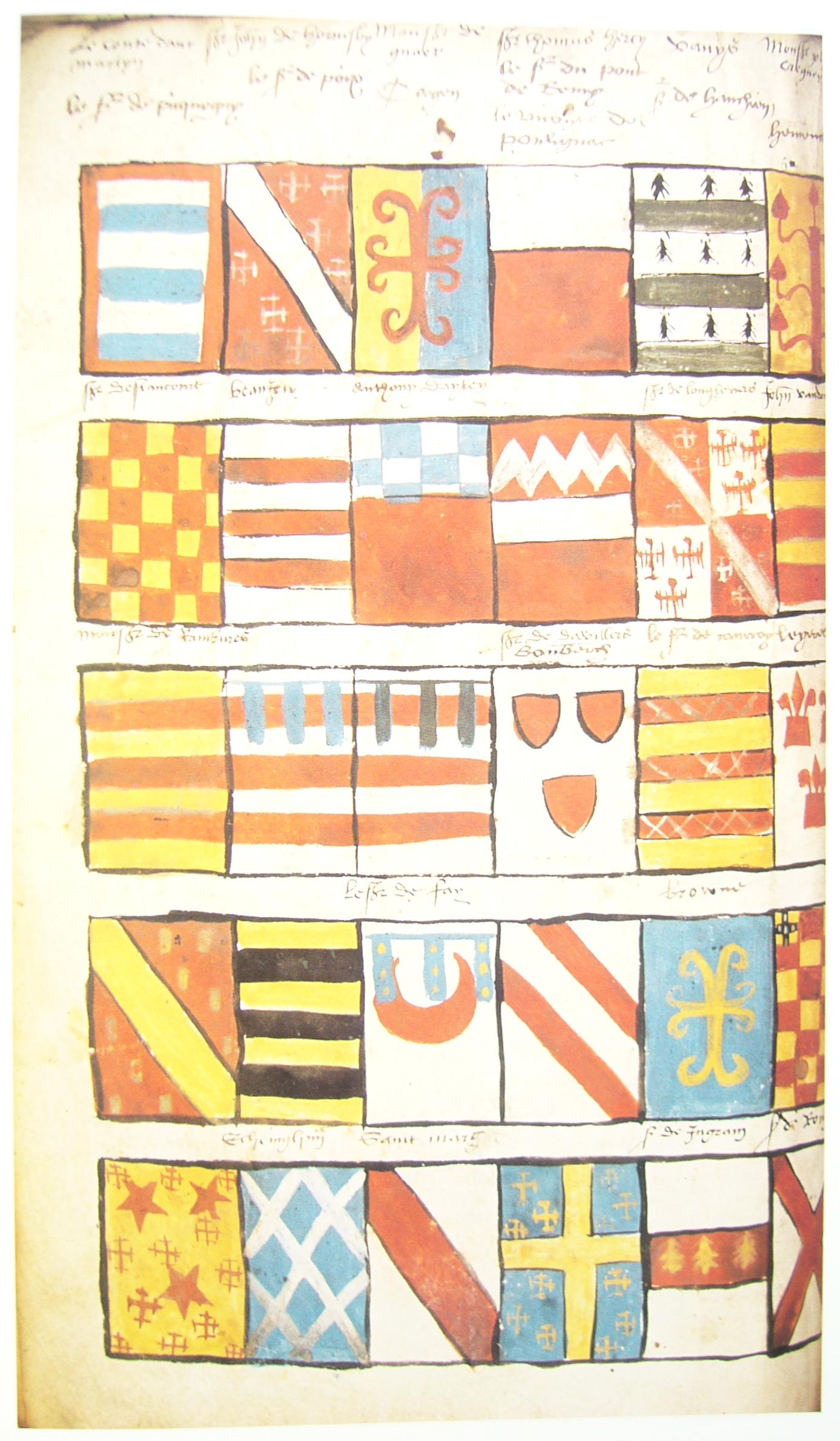
Címerek a Mowbray's Roll (kb. 1365-1370) angol címergyűjteményből

A címertekercs a könyvnyomtatás kora előtti színes címeres pergamengöngyöleg, melyen a heroldok feltüntették egyes, a hatáskörük alá tartozó címerviselők címereit. A heroldok feladata a címerek megrajzolása, nyilvántartása, a pajzsok felismerése volt, akik tudásukat sokáig féltékenyen őrizték és csak szóban adták tovább. A címertekercsek megjelenésével azonban a heroldok tudása tanulható és már önállóan is  tanulmányozható tudománnyá vált.
Névváltozatok:

en: roll, roll of arms, de: Wappenrolle

Rövidítések:
Leggyakrabban pergamenből készültek, a papír ritka volt. A lapokat összefűzték és feltekercselték, de általában egyetlen lapból álltak és néhány tucat centiméter hosszúak voltak, ugyanakkor létezett többméteres hosszúságú címertekercs is. A legismertebb ilyen címergyűjtemény a  Züricher Wappenrolle például csaknem 4 méter hosszú és 13 egymással összefűzött pergamenlapból áll. Később a címereket tartalmazó címeres könyveket is címertekercsnek nevezték. A 19. században a címertekercs az állami címerhivatalok jegyzékének neve is volt Németországban. Ide jegyezték be az új címeradományokat.
A korai angol címertekercsek oroszlános címert tulajdonítottak a magyar királynak, de a forrásuk ismeretlen.
Magyar szempontból itt említhető egy oklevél 1361-ből, mely 91 condottieri kapitány pecsétjét és festett címerét tartalmazza (Deutscher Herold, 1911). Két hasonló oklevelet olaszországi magyar condottierik adtak ki, akik Nagy Lajos nápolyi hadjárata után maradtak Itáliában és szolgáltak zsoldosként. Ezek fényképei a Magyar Nemzeti Múzeumba kerültek.